# Abu Ghanim Jorasaní
Abu Ghanim Jorasaní, fue un notable jurista islámico ibadí de Jorasán de finales del siglo VIII y principios del IX d. C.
En tiempos del emir rustamí ‘Abd al-Wahhāb (784-823), Abu Ghanim se trasladó a Tahart para ofrecerle su tratado de derecho islámico, la Mudawwana, al sheij de Yebel Nefusa Abu Hafs ‘Amrus b. Fath, quien conservó una copia que enriquecería la cultura ibadí.
La Mudawwana es el más antiguo tratado general de jurisprudencia ibadí, de acuerdo con la doctrina de Abu ‘Ubayda Muslim al-Tamimi (m. circa 765 d. C.).